# مدار مغناطیسی
مدار مغناطیسی (به انگلیسی :Magnetic circuit) از یک یا چند مسیر مدور بسته تشکیل شده‌است که دارای جریان مغناطیسی می‌باشد. جریان مذکور معمولاً توسط آهنرباهای دائمی و یا آهنرباهای الکتریکی تولید می‌شود و توسط هسته‌های مغناطیسی متشکل از مواد فرومغناطیسی؛ مانند آهن، صرفاً در مسیر مورد نظر چرخش می‌کند، اگرچه ممکن است در مسیر موانعی چون خلأ یا مواد دیگر وجود داشته باشد. چرخه‌های مغناطیسی برای انتقال هر چه بهتر میدان‌های مغناطیسی در بسیاری از ابزارآلات مانند، موتورهای الکتریکی، ژنراتورها، ترانسفورماتورها، رله‌ها، آهنرباهای الکتریکی بارکش، قلاب‌های سنگین ماهی‌گیری، گالوانومترها، و هدهای ثبت‌کنندهٔ مغناطیسی نظریهٔ «چرخهٔ مغناطیسی» از انطباق دقیق بین معادلات میدان مغناطیسی در مواد فرومغناطیسی سیر نشده و یک چرخهٔ الکتریکی استفاده می‌کند.
با استفاده از این نظریه و روش‌ها و تکنیک‌هایی که برای چرخه‌های الکتریکی مطرح شده‌اند، میدان‌های مغناطیسی ابزارآلات پیچیده مانند ترارنسفورماتورها به آسانی مورد تجزیه و تحلیل قرار می‌گیرد.
بعضی از مثال‌های چرخه‌های مغناطیسی به شرح زیر می‌باشند:
-آهنربای نعل اسبی با نگه دارندهٔ آهنی (چرخه‌ای با مقاومت مغناطیسی کم)
-آهنربای نعل اسبی بدون نگه دارنده (چرخه‌ای با مقاومت مغناطیسی زیاد)
-موتور الکتریکی (چرخه‌ای با مقاومت مغناطیسی متغیر)

## نیروی محرکهٔ مغناطیسی (MMF)
همانگونه که نیروی الکتریکی محرکه(EMF) باعث جریان یافتن بار الکتریکی در چرخه‌های الکتریکی می‌شود، نیروی محرکهٔ مغناطیسی(MMF) جریان مغناطیسی را در چرخهٔ مغناطیسی به حرکت درمی‌آورد. واژهٔ «نیروی محرکهٔ مغناطیسی»، با این حال اسم بی مسمایی می‌باشد؛ چراکه نه یک نیرو
بوده و نه یک شیء محرک محسوب می‌شود. شاید بهتر باشد که آن را MMF بنامیم. در مقایسه با تعریف EMF، نیروی محرکهٔ مغناطیسی F در حول یک مدار
بسته، به صورت زیر تعریف می‌شود:
{\displaystyle {\mathcal {F}}=\oint \mathbf {H} \cdot \operatorname {d} \mathbf {l} }
MMF نشان‌دهندهٔ پتانسیل یک بار مغناطیسی فرضی می‌باشد که با کامل کردن حلقه می‌تواند آن را به دست آورد. جریان مغناطیسی که به حرکت
در آمده است، جریان بار مغناطیسی نمی‌باشد؛ این جریان عمدتاً واجد رابطه‌ای با MMF می‌باشد که جریان الکتریکی با EMF دارد.
(برای اطلاعات بیشتر اصول میکروکوپیک مقاومت مغناطیسی را در زیر ببینید)
واحد نیروی محرکهٔ مغناطیسی امپر-دور(At) می‌باشد، که توسط جریان الکتریکی ثابت و مستقیم آمپری که در حلقهٔ یک دور که از مواد الکتریکی
خلا به وجود آمده است، جریان دارد. گیلبرت (Gb)، که توسط IEC در سال ۱۹۳۰ معرفی شد، واحد CGS نیروی محرکه مغناطیسی می‌باشد و و اندکی از
واحد آمپر-دور کمتر می‌باشد. واحد مذکور به افتخار ویلیام گیلبرت(۱۵۴۴-۱۶۰۳)، فیزیکدان انگلیسی و فیلسوف طبیعی به این اسم نامیده شده‌است.
{\displaystyle {\begin{aligned}1\;{\text{Gb}}&={\frac {10}{4\pi }}\;{\text{At}}\\&\approx 0.795775\;{\text{At}}\end{aligned}}}
نیروی محرکهٔ نیروی مغناطیسی توسط قانون آمپر به راحتی محاسبه می‌شود، نیروی محرکه مغناطیسی F یک سیم پیچ دراز به شکل زیر می‌باشد:
{\displaystyle {\mathcal {F}}=NI}
که در آن N تعداد دورها و Iجریان درون سیم پیچ می‌باشد. در عمل معادلهٔ فوق برای MMF واسطه‌های واقعی استفاده می‌شود که در آن N تعداد پیچ‌های سیم پیچ واسط است.

## جریان مغناطیسی
MMF به کار برده شده، جریان مغناطیسی را در طول اجزای مغناطیسی سیستم به حرکت در می‌آورد. جریان مغناطیسی در طول جزء مغناطیسی متناسب
با تعداد خطوط میدان مغناطیسی می‌باشد که از عرض سطح مقطع آن جزء می‌گذرد. تعداد خطوط میدان مغناطیسی زمانی خالص می‌باشد که تعداد خطوطی
که از یک جهت می‌گذرند از تعداد خطوطی که از جهت دیگر می‌گذرند، کم شود. جهت میدان مغناطیسی بردار B در درون آهنربا از قطب جنوب به قطب شمال
می‌باشد. خارج از میدان خطوط از شمال به جنوب حرکت می‌کنند. جریانی که در طول یک جزء میدان بوده و نسبت به جهت میدان مغناطیسی عمودی می‌باشد.
از حاصل ضرب میدان مغناطیسی و جزء میدان به دست میاید. به شکل ساده‌تر، جریان مغناطیسی Φ به طریق حاصلضرب عددی میدان مغناطیسی و بردار جزء
میدان تعریف می‌شود. به‌طور کمی، جریان مغناطیسی در طول سطح S به صورت میدان مغناطیسی سراسری در طول میدان مغناطیسی سطح مذکور تعریف می‌شود.
{\displaystyle \Phi _{m}=\int \!\!\!\!\int _{S}\mathbf {B} \cdot \operatorname {d} \mathbf {S} }
برای یک جزء مغناطیسی میدان S که برای محاسبهٔ جریان Φ استفاده می‌شود معمولاً به عنوان سطح مقطع عرضی جزء مورد نظر، لحاظ می‌شود.
واحد جریان مغناطیسی در SI، وبر (در واحدهای مشتق شده:ولت-ثانیه) می‌باشد، و واحد میدان مغناطیسی وبر در هر متر مربع، یا تسلا می‌باشد.
قانون هاپکین:مغناطیس در مقایسه با قانون اهم در چرخه‌های الکتریکی، قانون اهم یک رابطهٔ تجربی بین EMF £ می‌باشد که در عنصر به کار می‌رود و جریان I که در طول عنصر ایجاد می‌کند.
به شکل زیر نوشته می‌شود:
{\displaystyle {\mathcal {E}}=IR}
که در آن R مقاومت الکتریکی مادهٔ مذکور می‌باشد. قانون هاپکین در نقطهٔ مقابل قانون اهم قرار دارد که در چرخهٔ مغناطیسی استفاده
می‌شود. این قانون به افتخار مهندس برق بریتانیایی، جان هاپکینسن، قانون هاپکین نامیده می‌شود. قانون مذکور بیان می‌دارد که:
{\displaystyle {\mathcal {F}}=\phi {\mathcal {R}}_{m}}
که در آن F نیروی محرکهٔ مغناطیسی(MMF) در طول عنصر مغناطیسی، Φ جریان مغناطیسی در طول عنصر مغناطیسی و Rm مقدار مقاومت مغناطیسی عنصر
مذکور می‌باشد.(در سطور بعدی؛ نشان داده خواهد شد که این رابطه بر اساس رابطهٔ تجربی بین میدان H و میدان مغناطیسی B،B=µH، که در این
رابطه µ مقدار نفوذ پذیری مغناطیسی ماده را نشان می‌دهد) مانند قانون اهم، قانون هاپکین می‌تواند به عنوان معادله‌ای تجربی تعریف شود
بگونه‌ای که یا در بعضی از مواد برقرار می‌باشد یا به عنوان تعریفی برای مقاومت پذیرفته می‌شود.

## مقاومت
مقاومت مغناطیسی، مشابه مقاومت در یک چرخه الکتریکی می‌باشد (با این تفاوت که مقاومت مغناطیسی از انرژی مغناطیسی نمی‌کاهد). مشابه
طریقه‌ای که میدان الکتریکی باعث به جریان افتادن جریان الکتریکی در مسیری با کمترین مقاومت می‌شود، میدان مغناطیسی باعث جریان افتادن
جریان مغناطیسی در مسیری با کمترین مقاومت می‌شود. عدد مربوط به مقاومت الکتریکی، مقداری بسیط می‌باشد.
مقدار مقاومت کلی برابر با نسیت (MMF)در چرخهٔ مغناطیسی غیر فعال و جریان مغناطیسی در این چرخه می‌باشد. در میدان AC، مقاومت نسبت مقادیر
دامنه‌ای برای MMF سینوسی و جریان مغناطیسی می‌باشد. می‌توان آن را به صورت زیر نیز نشان داد:
{\displaystyle {\mathcal {R}}={\frac {\mathcal {F}}{\Phi }}}
که در آن R مقاومت آمپر-دورها در هر وبر (واحدی که برابر است با دورها در هر هنری) می‌باشد. همانگونه که در معادلات مکس ول توضیح داده شد،
جریان مغناطیسی همواره یک حلقهٔ بسته تشکیل می‌دهد، اما مسیر حلقه بستگی به مقاومت مواد بیرونی د ارد. جریان مغناطیسی حول مسیری تمرکز
می‌یابد که کمترین مقاومت را داشته باشد. هوا و خلاء مقاومت بالایی از خود نشان می‌دهند، در حال که موادی که به آسانی تبدیل به آهنربا
می‌شوند؛ مانند، آهن نرم، مقاومت پایینی دارند. تمرکز جریان در موادی که مقاومت پایینی دارند، قطب‌های موقتی نیرومندی تشکیل می‌دهد و باعث می‌شوند نیروهای مکانیکی موجب حرکت اشیاء به طرف نواحی‌ای شوند که دارای جریان بیشتری هستند؛ بنابراین، این نیرو همواره مورد توجه بوده‌است.
معکوس مقاومت رسانایی نام دارد:
{\displaystyle {\mathcal {P}}={\frac {1}{\mathcal {R}}}}
واحد رسانایی در SI هنری (همانند واحد خود القایی، با اینکه دو مفهوم جداگانه هستند) می‌باشد.
اصول میکروسکوپیک مقاومت
مقاومت چرخهٔ مغناطیسیی عنصری که با قوهٔ مغناطیسی یکدست شده‌است، می‌تواند به طریق زیر به دست آید:
{\displaystyle {\mathcal {R}}={\frac {l}{\mu A}}}
که در آن
- I طول ماده مورد نظر در واحد متر است.
- µ=r µ µ۰ نفوذ پذیری ماده مورد نظر (rµ نفوذپذیری نسبی ماده (بی بعد)، و ۰µ نفوذپذیری فضای خالی می‌باشد)
- A سطح مقطع عرضی چرخهٔ مورد نظر در متر مربع می‌باشد.

معادلهٔ فوق مشابه معادله مقاومت الکتریکی در مواد می‌باشد، به همراه نفوذ پذیری که مانند رسانایی می‌باشد؛ نقطه مقابل نفوذ پذیری، مقاومت مغناطیسی بوده و مشابه مقاومت الکتریکی می‌باشد.
اشکال هندسی درازتر و نازک‌تر که نفوذپذیری کمتری دارند داری مقاومت بالایی نیز هستند. مقاومت پایین، مانند مقاوت پایین در چرخه‌های الکتریکی، عموماً ترجیح داده می‌شوند.

## خلاصه‌ای از تشابهات موجود بین چرخه‌های مغناطیسی و چرخه‌های الکتریکی
لیست‌های زیر تشابهات ریاضیاتی بین نظریه چرخهٔ الکتریکی و نظریهٔ چرخهٔ مغناطیسی را خلاصه‌وار توضیح می‌دهد. تشابه مورد اشاره یک
مشابهات ریاضی و نه مشابهت فیزیکی می‌باشد. اشیائی که در یک ردیف قرار می‌گیرند نقش ریاضی یکسانی دارند؛ اما از منظر علم فیزیک دو نظریهٔ
متفاوت هستند.
جریان، شار بار الکتریکی می‌باشد، در حالی که جریان مغناطیسی شار هیچ‌گونه کمیتی نمی‌باشد. نارسایی‌های موجود در مقایسهٔ جریان الکتریکی و مغناطیسی
زمانی که از تشابه بین چرخه‌های مغناطیسی و الکتریکی استفاده می‌کنیم، محدودیت‌های آن را باید در خاطر داشته باشیم. این دو چرخه به دلیل
مشابهت موجود بین قانون هاپکین و قانون اهم صرفاً در ظاهر مشابه یکدیگر می‌باشند. چرخه‌های مغناطیسی حائز تفاوت‌های قابل توجهی می‌باشند که
باید در ساخت خود مورد توجه واقع شوند:
-چرخه‌های الکتریکی همان جریان ذرات (الکترون‌ها) هستند و حامل نیرو نیز می‌باشند که به صورت گرما در عایق‌ها پخش می‌شود. میدان‌های مغناطیسی
نشان‌دهندهٔ هیچ‌گونه "جریانی" نیستند، و هیچ‌گونه نیرویی نبوده و هیچ نیروی در عایق‌های آن پخش نمی‌شود.
-جریان در چرخه‌های الکتریکی معمولی، تنها محدود به یک چرخه می‌باشد با نشت بسیار اندک. در چرخهٔ مغناطیسی معمولی تمام میدان مغناطیسی
محدود به چرخهٔ مغناطیسی نمی‌باشد"؛ نشتی جریان "قابل توجهی در فضای بیرون هسته‌های مغناطیسی موجود می‌باشند، که باید مورد توجه واقع شوند
اما محاسبهٔ آنها دشوار می‌باشد.
-نکتهٔ مهم دیگر اینکه، چرخه‌های مغناطیسی خطی نمی‌باشند؛ مقاومت در چرخهٔ مغناطیسی ثابت نیست، در حالی که مقاومت الکتریکی عددی ثابت
می‌باشد ولی مقاومت مغناطیسی بسته به میدان مغناطیسی تغییر می‌کند. در جریان‌های مغناطیسی قوی مواد فرو مغناطیسی که در هسته‌های چرخه‌های
مغناطیسی به کار رفته شده‌است، جریان مغناطیسی را اشباع و محدود می‌نماید، به طوری که بالاتر از این سطح مقاومت به سرعت افزایش می‌یابد. مقاومت
همچنین در جریان‌های پایین نیز افزایش می‌یابد. به علاوه؛ مواد فرومغناطیسی در معرض پسماندهای مغناطیسی نیز قرار دارند در نتیجه جریان موجود
در آن‌ها صرفاً وابسته به MMF که اکنون استفاده می‌شود نیست بلکه به مدت زمانی که MMF استفاده شده‌است نیز بستگی دارد. بعد از اینکه منبع جریان مغناطیسی خاموش می‌شود، خاصیت آهن ربایی در چرخهٔ فرومغناطیسی باقی می‌ماند، که باعث تولید جریانی بدون MMF می‌شود.
که در آن
- I طول ماده مورد نظر در واحد متر می‌باشد.
- µ=r µ µ۰ نفوذ پذیری ماده مورد نظر(rµ نفوذپذیری نسبی ماده (بی بعد)، و ۰µ نفوذپذیری فضای خالی می‌باشد)
- A سطح مقطع عرضی چرخهٔ مورد نظر در متر مربع می‌باشد.

معادلهٔ فوق مشابه معادله مقاومت الکتریکی در مواد می‌باشد، به همراه نفوذ پذیری که مانند رسانایی می‌باشد؛ نقطه مقابل نفوذ پذیری، مقاومت
مغناطیسی بوده و مشابه مقاومت الکتریکی می‌باشد. اشکال هندسی درازتر و نازکتر که نفوذپذیری کمتری دارند داری مقاومت بالایی نیز هستند. مقاومت
پایین، مانند مقاوت پایین در چرخه‌های الکتریکی، عموماً ترجیح داده می‌شوند.
خلاصه‌ای از تشابهات موجود بین چرخه‌های مغناطیسی و چرخه‌های الکتریکی
لیست‌های زیر تشابهات ریاضیاتی بین نظریه چرخهٔ الکتریکی و نظریهٔ چرخهٔ مغناطیسی را خلاصه وار توضیح می‌دهد. تشابه مورد اشاره یک
مشابهات ریاضی و نه مشابهت فیزیکی می‌باشد. اشیائی که در یک ردیف قرار می‌گیرند، نقش ریاضی یکسانی دارند؛ اما از منظر علم فیزیک دو نظریهٔ
متفاوت هستند. جریان، شار بار الکتریکی می‌باشد، در حالی که جریان مغناطیسی شار هیچ‌گونه کمیتی نمی‌باشد.
نارسایی‌های موجود در مقایسهٔ جریان الکتریکی و مغناطیسی زمانی که از تشابه بین چرخه‌های مغناطیسی و الکتریکی استفاده می‌کنیم، محدودیت‌های آن را باید در خاطر داشته باشیم.
این دو چرخه به دلیل مشابهت موجود بین قانون هاپکین و قانون اهم صرفاً در ظاهر مشابه یکدیگر می‌باشند.
چرخه‌های مغناطیسی حائز تفاوت‌های قابل توجهی می‌باشند که باید در ساخت خود مورد توجه واقع شوند:
-چرخه‌های الکتریکی همان جریان ذرات (الکترون‌ها) هستند و حامل نیرو نیز می‌باشند که به صورت گرما در عایق‌ها پخش می‌شود. میدان‌های مغناطیسی نشان‌دهندهٔ هیچ‌گونه «جریانی» نیستند و هیچ‌گونه نیرویی نبوده و هیچ نیروی در عایق‌های آن پخش نمی‌شود.
-جریان در چرخه‌های الکتریکی معمولی، تنها محدود به یک چرخه می‌باشد؛ با نشت بسیار اندک.
در چرخهٔ مغناطیسی معمولی تمام میدان مغناطیسی محدود به چرخهٔ مغناطیسی نمی‌باشد"؛ نشتی جریان "قابل توجهی در فضای بیرون
هسته‌های مغناطیسی موجود می‌باشند، که باید مورد توجه واقع شوند اما محاسبهٔ آنها دشوار می‌باشد.
-نکتهٔ مهم دیگر اینکه، چرخه‌های مغناطیسی خطی نمی‌باشند؛ مقاومت در چرخهٔ مغناطیسی ثابت نیست، در حالی که مقاومت الکتریکی
عددی ثابت می‌باشد ولی مقاومت مغناطیسی بسته به میدان مغناطیسی تغییر می‌کند. در جریان‌های مغناطیسی قوی مواد فرو مغناطیسی که در
هسته‌های چرخه‌های مغناطیسی به کار رفته شده‌است، جریان مغناطیسی را اشباع و محدود می‌نماید؛ به طوری که بالاتر از این سطح مقاومت به
سرعت افزایش می‌یابد. مقاومت همچنین در جریان‌های پایین نیز افزایش می‌یابد. به علاوه، مواد فرومغناطیسی در معرض پسماندهای مغناطیسی نیز قرار دارند؛ در نتیجه جریان موجود در آن‌ها صرفاً وابسته به MMF که اکنون استفاده می‌شود، نیست؛ بلکه به مدت زمانی که MMF استفاده شده‌است.
نیز بستگی دارد. بعد از اینکه منبع جریان مغناطیسی خاموش می‌شود، خاصیت آهنربایی در چرخهٔ فرومغناطیسی باقی می‌ماند، که باعث تولید
جریانی بدون MMF می‌شود.

## قوانین چرخه
چرخه‌های مغناطیسی از قوانین دیگری که مشابه قوانین چرخه‌های الکتریکی می‌باشد استفاده می‌کنند. به عنوان مثال، مقاومت کلی RT عایق‌های R1،R2... در مدارهای سری، به طریق زیر به دست میاید:
{\displaystyle {\mathcal {R}}_{T}={\mathcal {R}}_{1}+{\mathcal {R}}_{2}+\cdots }

مدار مغناطیسی

این قانون همچنین از قانون آمپر نیز تبعیت می‌کند و قابل مقایسه با قانون ولتاژ کیرشهف در رابطه با مقاومت‌های مدارهای سری می‌باشد.
همچنین مجموع جریان‌های مغناطیسی ۱Ǫ،۲Ǫ... در هر گرهی همواره صفر می‌باشد:
{\displaystyle \Phi _{1}+\Phi _{2}+\cdots =0}
قانون فوق همچنین از قانون گاوس تبعیت کرده و مشابه قانون جریان کیرشهف در رابطه با تحلیل چرخه‌های الکتریکی می‌باشد.
سه قانون مزبور در کنار هم نظام کاملی را برای تحلیل چرخه‌های مغناطیسی به روشی مشابه چرخه‌های الکتریکی، تشکیل می‌دهد.
مقایسهٔ این دو نوع چرخه نشان می‌دهد که:
-معادل مقاومت الکتریکی R،Rm می‌باشد.
-معادل جریان الکتریکی I جریان مغناطیسی Ǫ می‌باشد.
-معادل ولتاژ V نیروی محرکه مغناطیسی F می‌باشد.
چرخه‌های مغناطیسی را می‌توان برای جریان هر شاخه با استفاده از معادل مغناطیسی آن در قانون ولتاژ کریچوف(KVL) که برای منابع \مقاومت‌های خالص می‌باشد، محاسبه کرد. با اینکه KVL بیان می‌دارد ولتاژی که برای تحریک حلقه‌ای به کار می‌رود برار با دفعات افت ولتاژ می‌باشد.
در حول حقه می‌باشد، مشابهات مغناطیسی بیان می‌دارد که نیروی محرکهٔ مغناطیسی (که از تحریک آمپر-دور به دست می‌آید) برابر با مجموع
دفعات افت (حاصلضرب جریان و مقاومت) در طول ادامهٔ حلقه می‌باشد.(اگر با چند حلقه مواجه بودیم، جریان هر شاخه را می‌توانیم با معادله ماتریکس به دست آوریم_راه حل‌های ماتریکسی بیشتر برای جریان شاخه‌های چرخه‌های شبکه‌ای در تحلیل حلقه‌ها به دست می‌آید_بعد از آن که
جریان‌های هر یک از شاخه‌ها به طریق جمع یا \و تفریق حلقه‌های سازندهٔ جریان حاصل می‌شوند. طبق قانون آمپر، تحریک موجود، حاصلضرب جریان و
تعداد حلقه‌های کامل می‌باشد و در آمپر-دورها اندازه‌گیری می‌شود.
{\displaystyle F=N\,I=\oint {\vec {H}}\cdot \operatorname {d} {\vec {l}}}
(توجه کنید که، طبق قضیهٔ استوکس،انتگرال خط بستهٔ H.dl حول محیط مرئی برابر با انتگرال سطح مسطح منحنی H.dA
در طول سطحی است که توسط محیط مرئی مذکور احاطه شده‌است؛ بنابراین؛ با توجه به معادلات مکس ول، منحنی H=J،انتگرال خط بستهٔ H.dl جریان
کلی را که از سطح مورد نظر عبور می‌کند را محاسبه می‌کند)
سیستم‌های مغناطیسی پیچیده، که در آن‌ها جریان محدود به یک حلقهٔ ساده نمی‌باشد،
باید از قوانین ابتدایی با استفاده از معادلات ماکسول؛ مورد بررسی قرار گیرند.

## تاریخچه
واژهٔ مقاومت در سال ۱۸۸۸ توسط الیور هویسد معرفی شد. نظریهٔ «مقاومت مغناطیسی» ابتدائاً توسط جیمز جول و اصطلاح «نیروی محرکهٔ مغناطیسی» (MMF) ابتدائاً توسط بسنوکت استعمال شد. نظریهٔ قانون جریان مغناطیسی، مشابه قانون اهم برای حلقه‌های بستهٔ الکتریکی، به H.Rowland نسبت داده می‌شود.

## نتیجه‌گیری
-خلاء‌های هوایی می‌توانند در هسته‌های ترنسفورمرهای خاص ایجاد شوند تا اثرات ناشی از اشباع شدگی را برطرف کنند. این مسئله
باعث افزایش مقاومت چرخهٔ مغناطیسی می‌شود و آن را قادر به ذخیره بیشتر انرژی قبل از اشباع هسته می‌کند. از ایت فرایند در ترنسفرمر
فلایبک نیز استفاده می‌شود.
-تغیرات مقاومت، اصلی است ورای مقاومت موتور (یا مقاومت متغیر زنراتور) و تناوبگر الکساندرسان.
-بلندگوهای چندرسانه‌ای برای کاهش تداخل مغناطیسی که در تلویزیون‌ها و CRTهای دیگر به وجود می‌آیند، معمولاً به طریق مغناطیسی محافظت می‌شوند. آهنربای بلندگو با ماده‌ای مانند آهن نرم برای کاهش انحراف میدان مغناطیسی، پوشیده شده‌است.